# Мєшкова Людмила Іванівна
Людми́ла Іва́нівна Мєшко́ва (також: Мешкова; 21 червня 1938, Великі Сорочинці, Полтавська область) — українська художниця, керамістка, архітекторка за фахом. Народна художниця УРСР (1987). Членкиня НСХУ (1979). Засновниця нової мистецької течії — керамічного живопису.

## Біографія

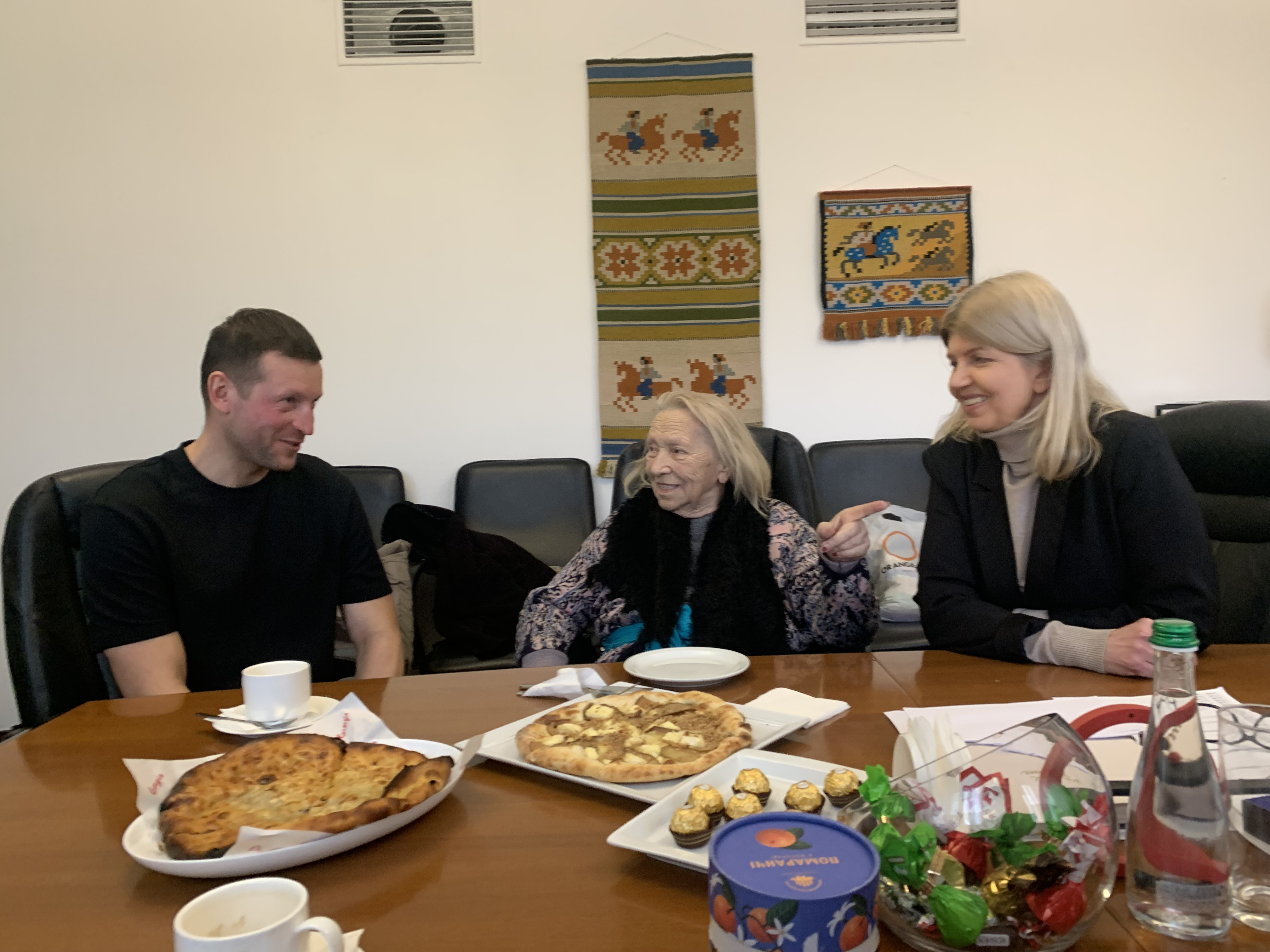
Людмила Мешкова в «Українському домі» з Михайлом Бадікою і Ольгою Вієру (17 січня 2025)

Народилась у Великих Сорочинцях Полтавської області. 1962 року закінчила Київський інженерно-будівельний інститут, здобувши першу освіту як архітекторка, наслідуючи старших сестер Валю та Лялю. 
Працювала в Зональному науково-дослідному інституті протягом 40 років. Під час роботи навчилася працювати з керамікою та її різновидами під керівництвом очільниці відділу Ніни Федорової. З 1964 року була у колективі керамістів Київ ЗНДІЕП у майстерні «Софійська гончарня» на території заповідника «Софія Київська», яка підпорядковувалася НДІ з 1962 року. 1978 року — перша персональна виставка у Москві, де вона познайомилася із актором Роланом Биковим.
2016 року її виселили з майстерні. Пізніше дозволили використовувати приміщення для майстерні на Липках, але через невідповідні умови довелося зберігати роботи у власній квартирі.
1 січня 2025 року її квартира у житловому будинку по Інститутській, 10/1 потрапила під обстріл російськими ракетами і була частково зруйнована вибуховою хвилею. Більшість робіт уціліли.

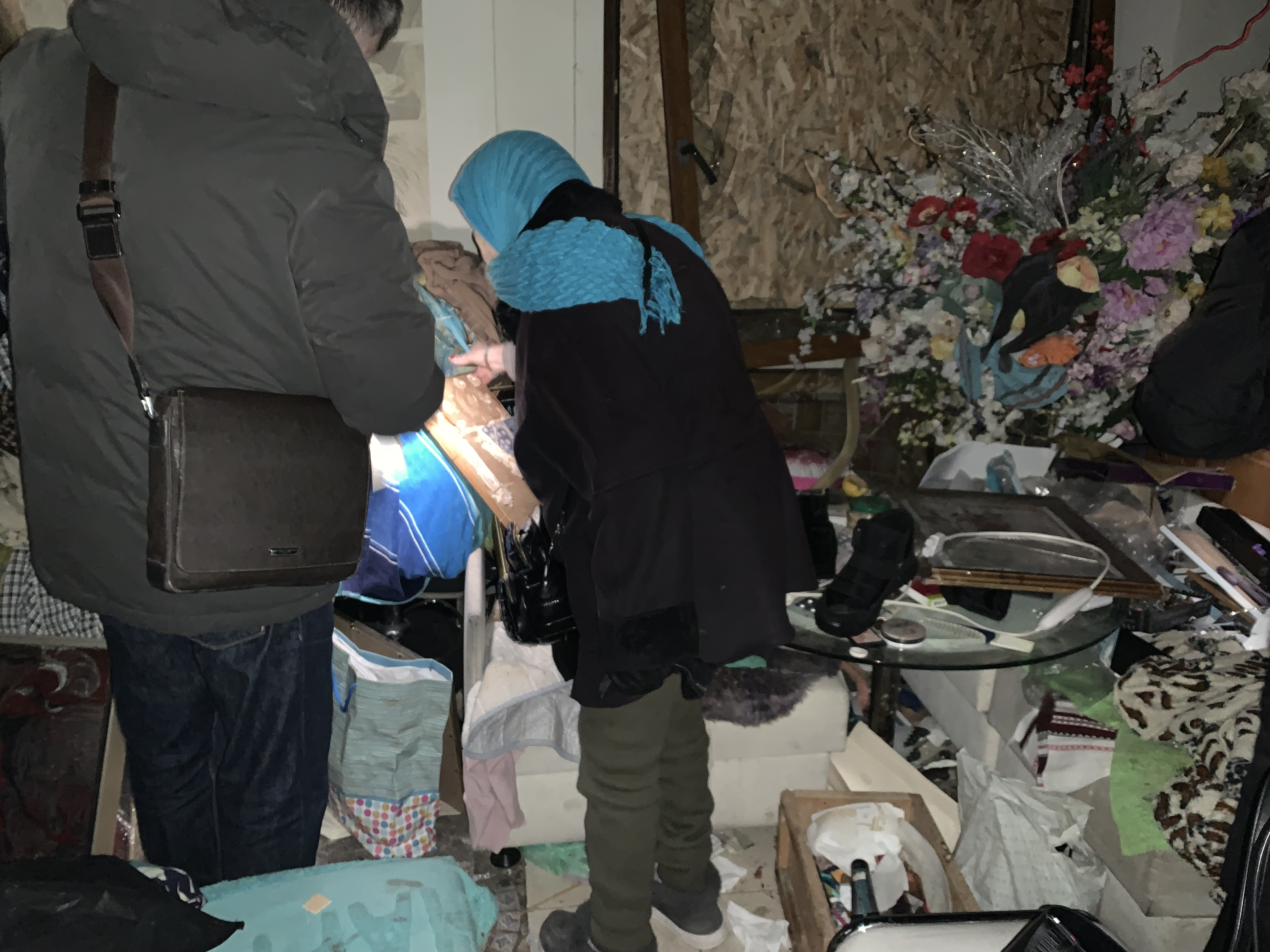
Людмила Мешкова оглядає квартиру після руйнування
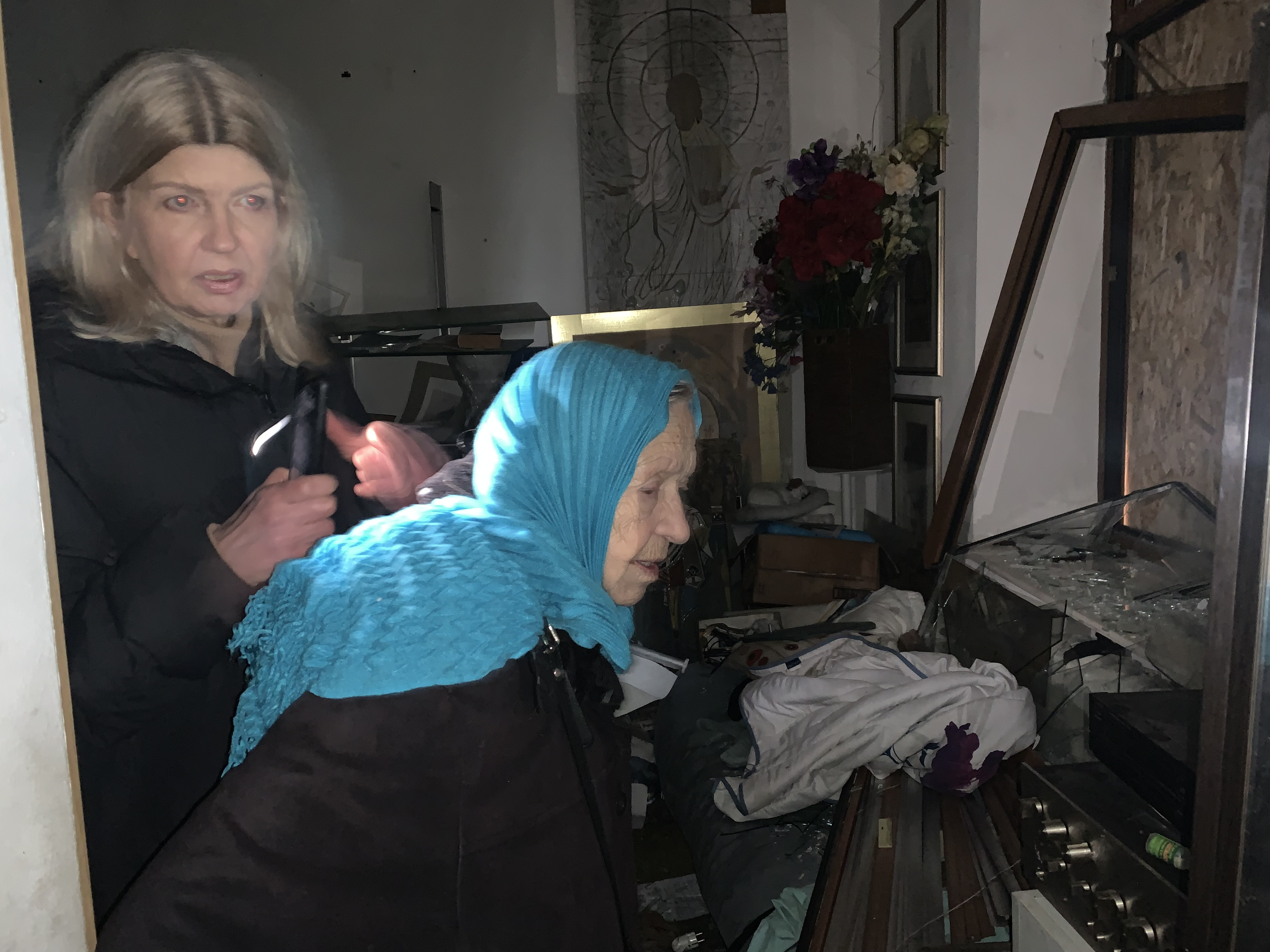
Ольга Вієру оглядає квартиру
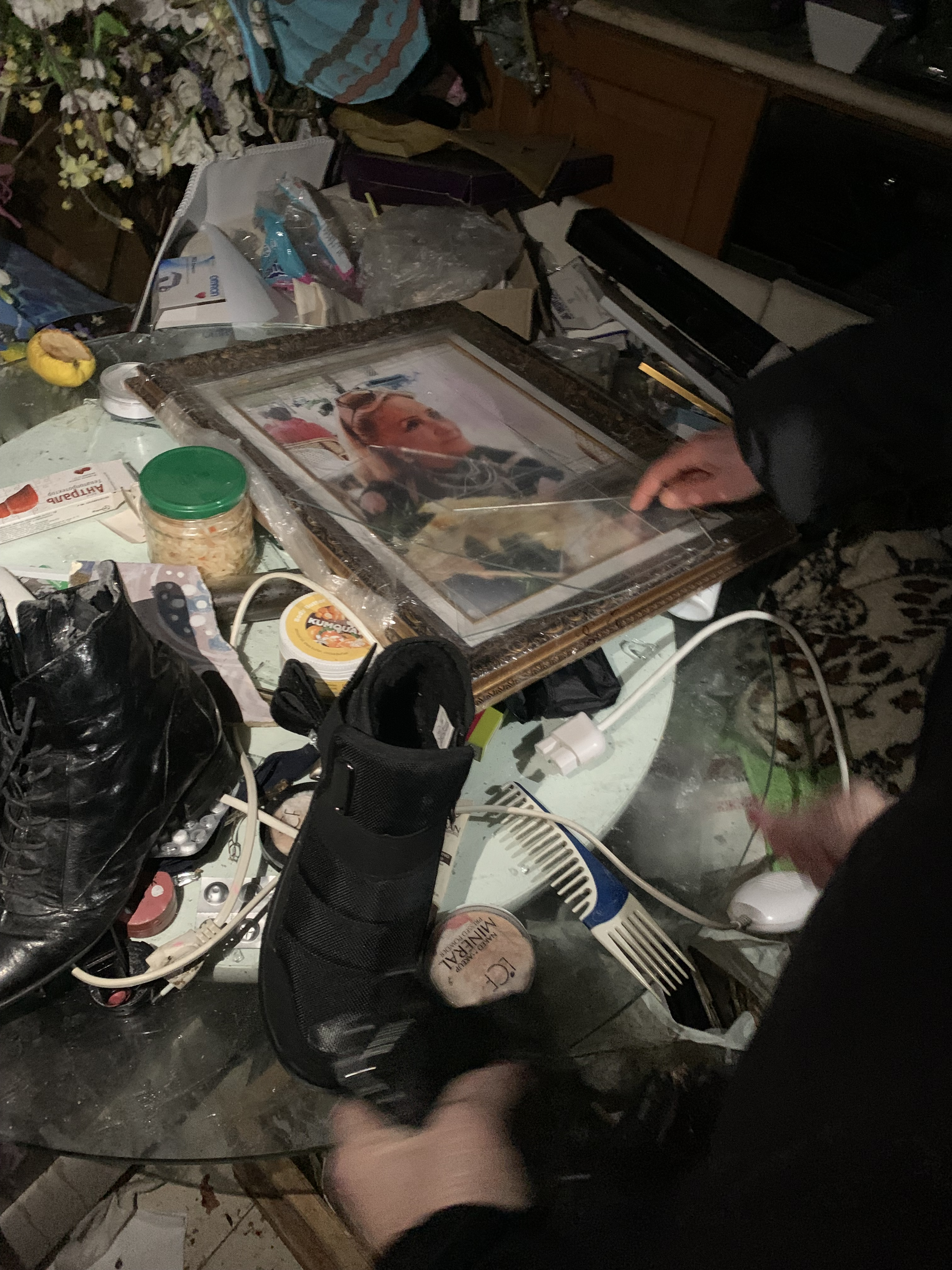
Руйнації у квартирі
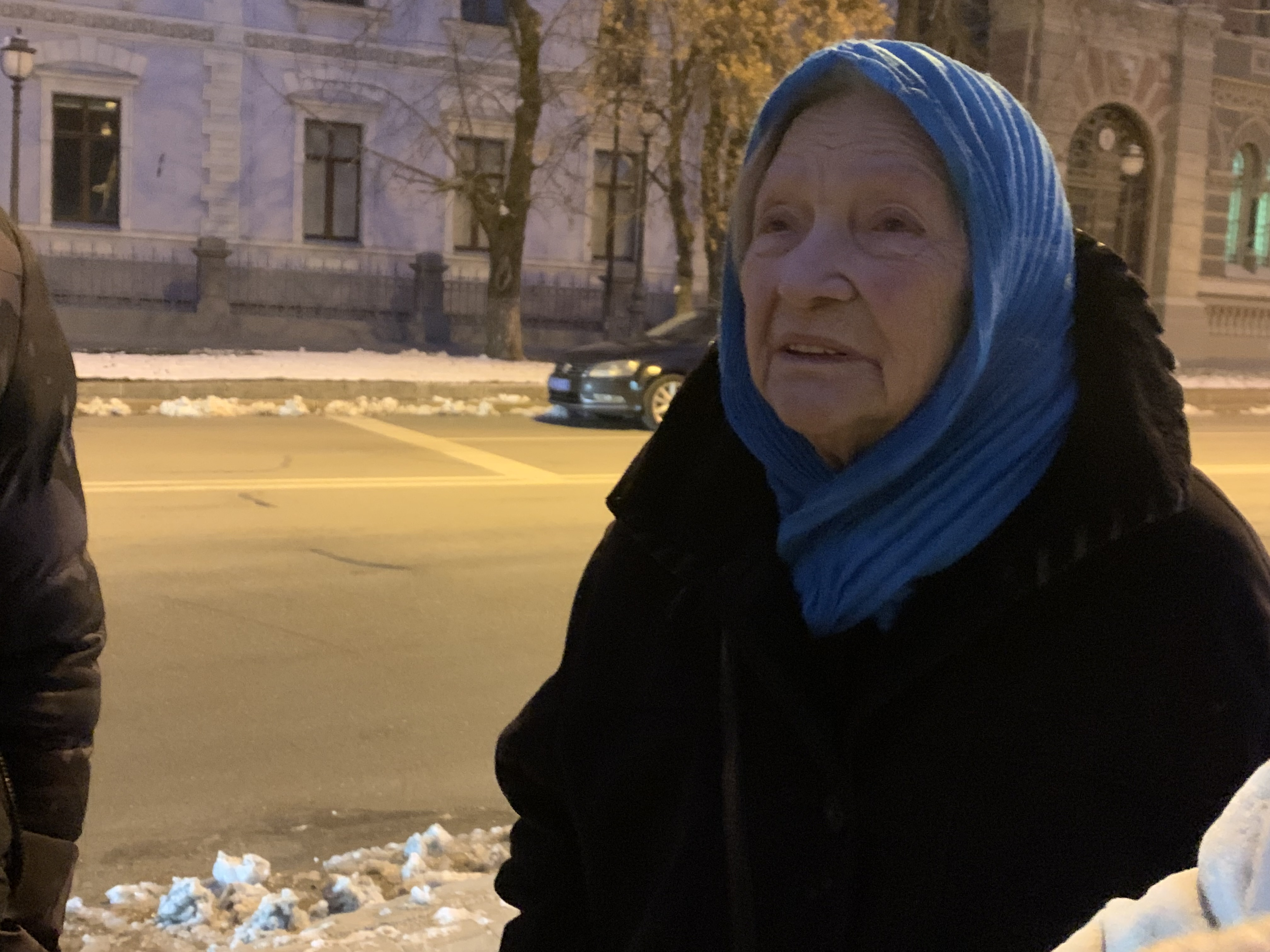
Людмила Мешкова біля свого дому

## Творчість
Авторка понад 350 робіт. Серед творів — декоративні панно, ікони, портрети, картини, графічні цикли. Працює з різними матеріалами: емаль, каміння, скло, солі металів, глазур тощо. Специфіка техніки — керамічний твір зазвичай проходить чотири випалення.
Серед вибраних творів:

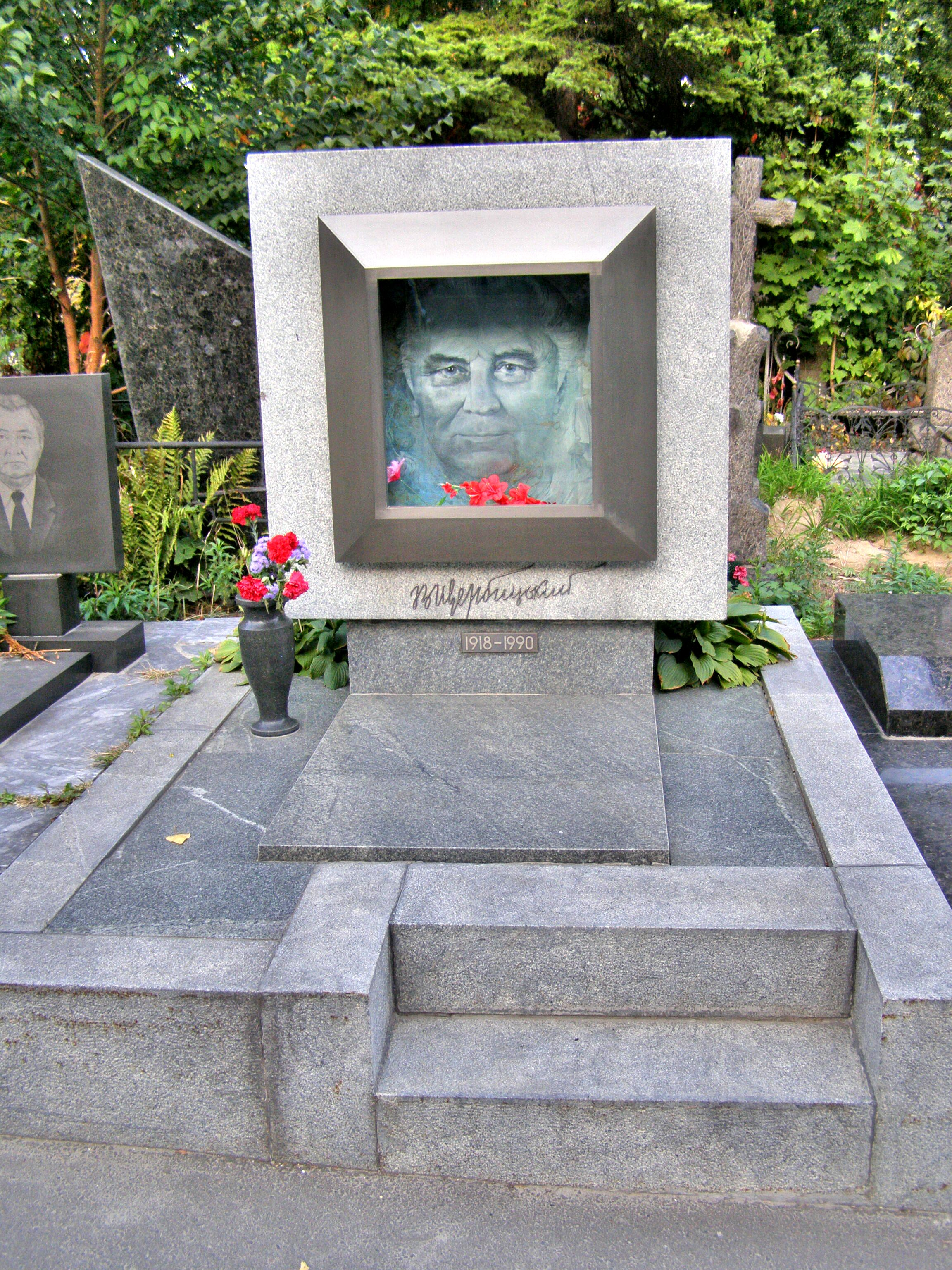
Могила Володимира Щербицького

- настінне керамічне панно у готелі «Київ» (1973, Київ)[3];
- оформлення НДІ гігієни праці та профзахворювань (1973, Київ)[7];
- настінне керамічне панно у Будинку кіно (1974, співавторстві, Київ)[3];
- настінне керамічне панно у готелі «Русь» (1978—1980, Київ)[3];
- оформлення кафе будинку архітекторів (1982—1983)[7];
- панно вестибюлю другого поверху головного корпусу Київ  ЗНДІ-ЕП (1983)[7];
- панно для великої зали санаторію «Пуща-Водиця» (1984)[7];
- могила Володимира Щербицького (1990, Київ, Байкове кладовище)[5];
- панно для холу Головпоштамту у Києві (1993)[7][а];
- панно «Хіросіма — Чорнобиль» (площа 25 кв. м; 1996)[7][b];
- зовнішнє оздоблення майоліковими іконами (техніка — керамічний живопис) каплиці святого Андрія (2000, Київ, площа Андрія Первозванного)[14];
- ікона-панно «Різдво Христове» на західному фасаді собору Різдва Христового на Оболоні в Києві (площа 38 кв. м; 2006, Київ)[7];
- керамічне панно у Спасо-Преображенській церкві (2012, Гусинці) та інші.

Працювала над оздобленням майоліковими іконами храму Миколи Чудотворця у селі Рудня Чернігівської області.
Портрети пише з фотографій. Серед портретів відомі зображення патріархів Вазгена Вірменського, Димитріоса Константинопольського, Ілії ІІ Грузинського, а також таких митців і діячів, як Пабло Пікассо, Ле Корбюзьє, Миколи Реріха, Жерара Філіпа та інших.

### Виставки
Персональні виставки проходили у різних містах світу, серед яких — Вільнюс, Лейпціг, Брюссель, Париж (1983, штаб-квартира ЮНЕСКО), Тбілісі, Москва (1978). Перша виставка в Києві пройшла 2008 року.
Вибрані виставки:
- «Світе мій, мереживо казкове, світе мій, ні краю, ні кінця…» в «Українському домі» (2008, Київ)[16];
- «Натхнення під покровом Святої Софії — Премудрості Божої» у «Софії Київській» (2013, Київ)[17].

Роботи перебувають у приватних колекціях Франсуа Міттерана та Рональда Рейгана[c]. 

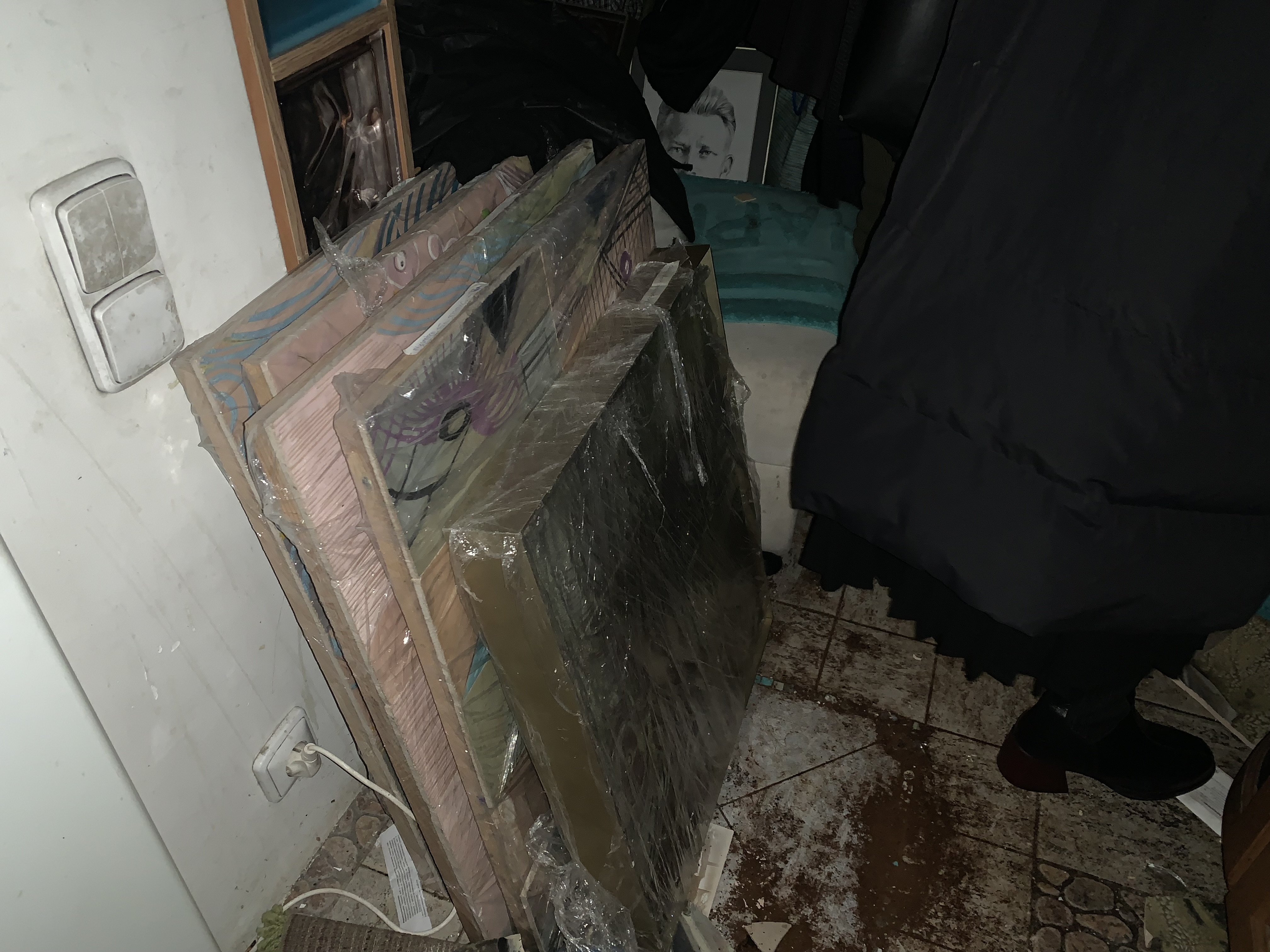
Розрізані багатометрові панно
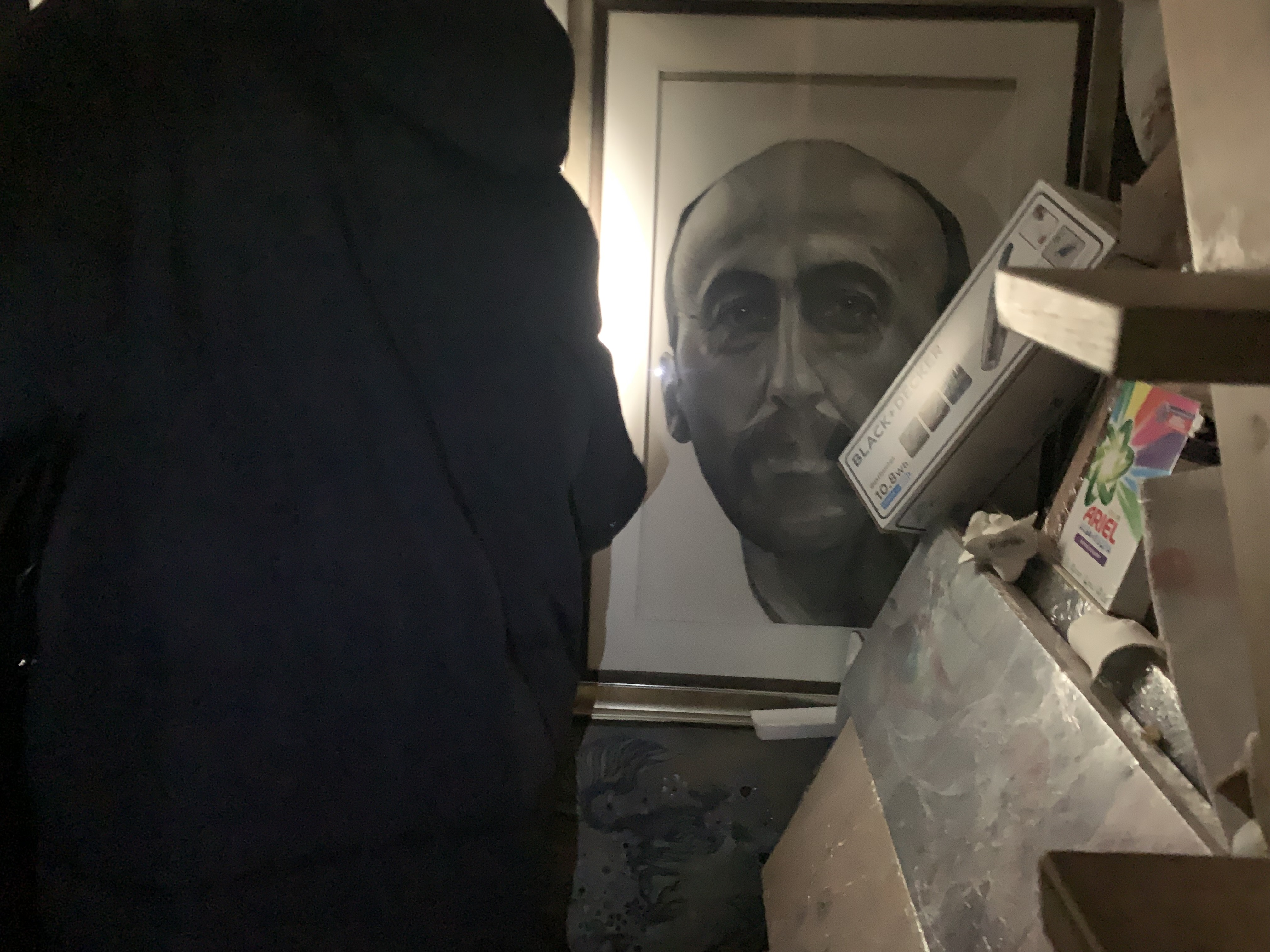
Уцілів портрет «Отара Іоселіані»
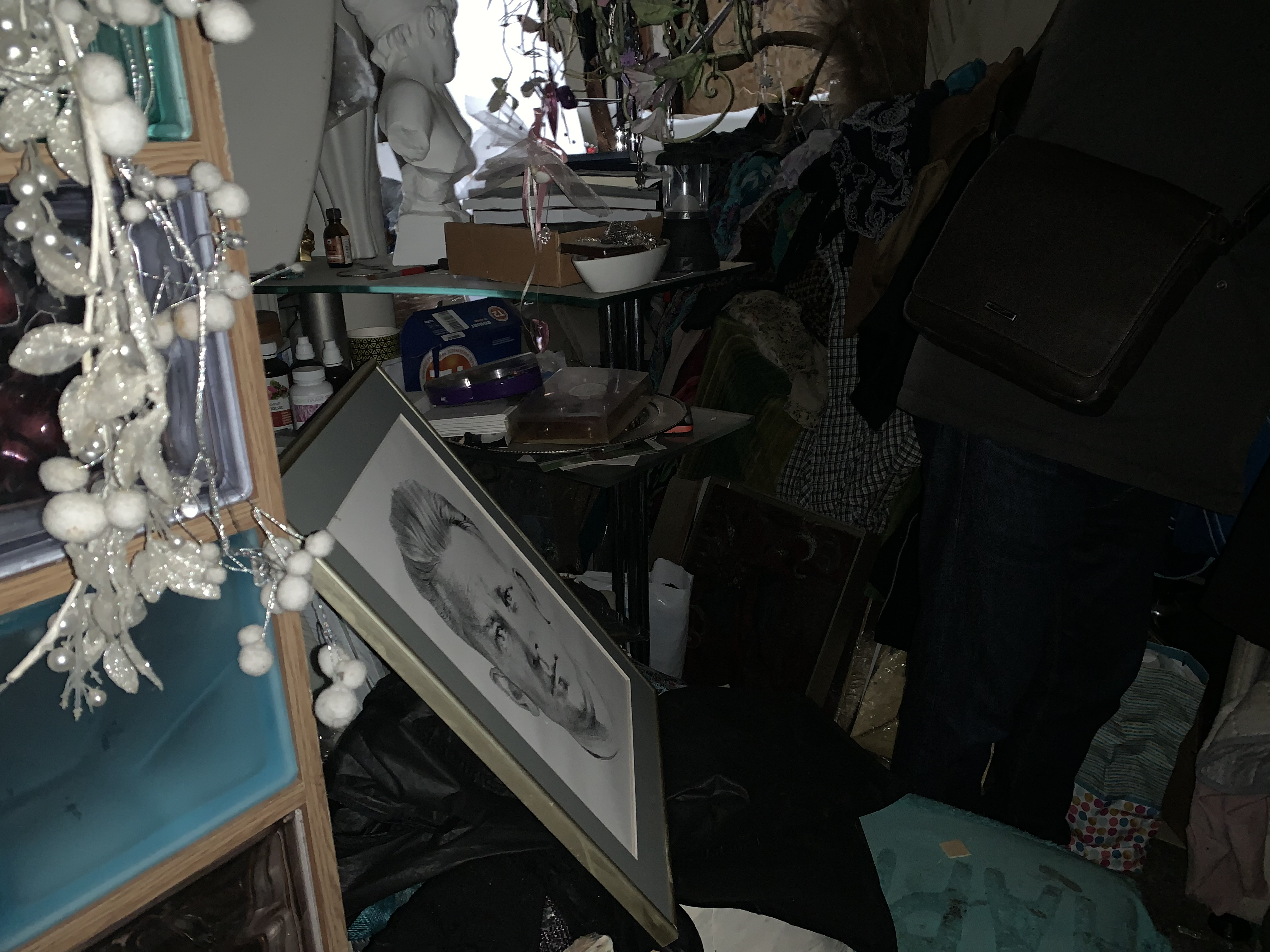
Уцілілі роботи
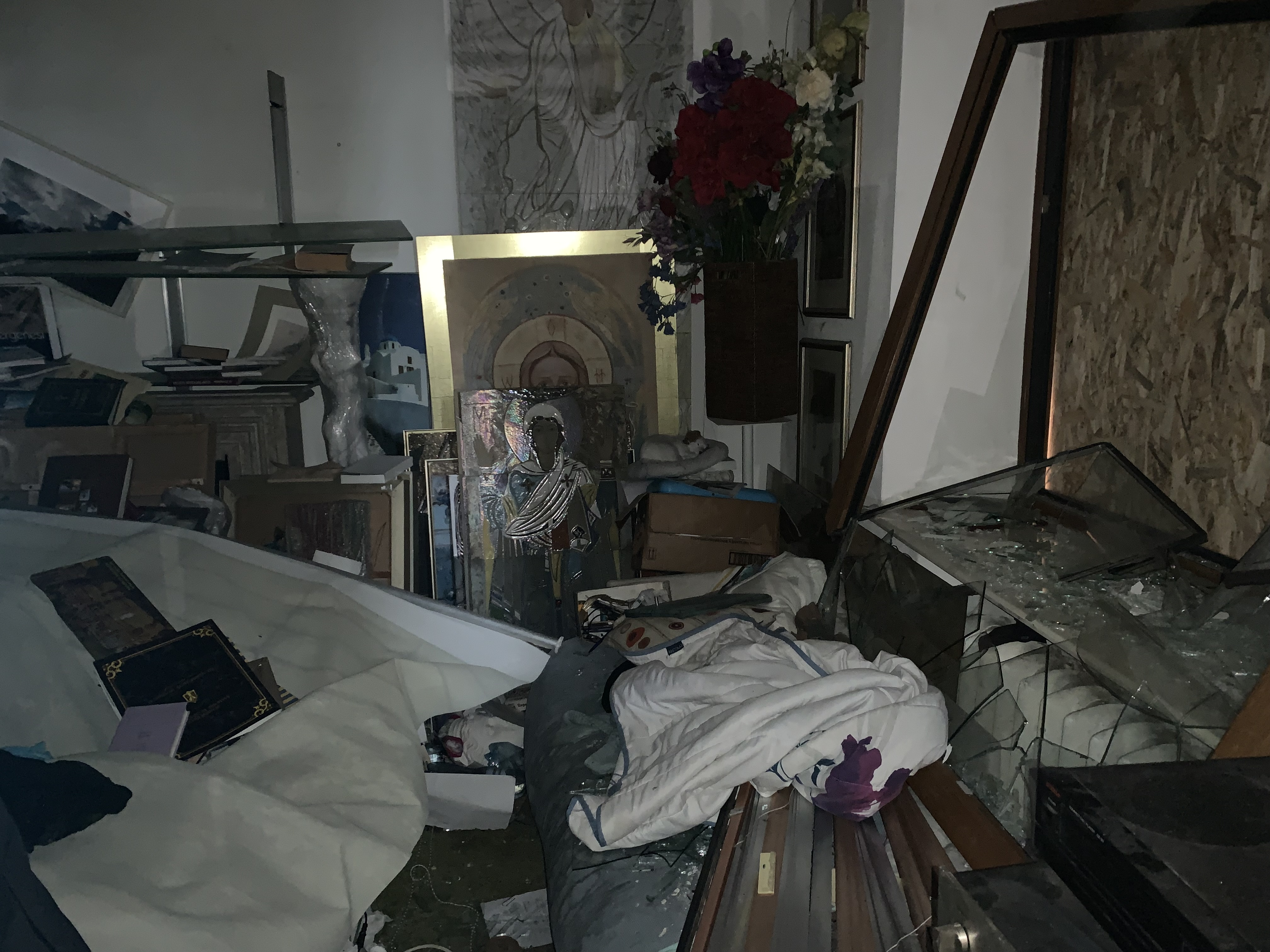
Уціліли ікони біля ліжка

### Панно «Земле, флюїди життя і розквіту світам Всесвіту посилай…»
Людмила Меншова про панно «Земле, флюїди життя і розквіту світам Всесвіту посилай…»
1987 року створила керамічне панно «Земле, флюїди життя і розквіту світам Всесвіту посилай…» розміщене у штаб-квартирі ЮНЕСКО в Парижі. Замовлення на цю роботу отримала 1985 року, перемігши у міжнародному конкурсі. Розміри панно — 55 кв. м, 4000 фрагментів. Монтаж здійснили за три місяці. Підпис: «Автор Мєшкова Людмила Іванівна. Дарунок українського народу».
У листопаді 2017 року представники ВГО «Ліга Культури» виявили, що у ліву частину панно «на всю висоту зображення руйнівним способом вмонтовано металевий каркас скляних дверей бару». 2020 були повідомлення, що панно заливає водою, про незадовільну ситуацію для твору мистецтва «через відсутність необхідних ремонтних робіт тієї частини будівлі де воно розташоване» до ЮНЕСКО писав Постійний представник України при ЮНЕСКО. Проблеми усунули до візиту Людмили Мешкової до штаб-квартири ЮНЕСКО, який відбувся 15—23 червня 2022 року.

## Нагороди та відзнаки
- Народна художниця УРСР (1987), зокрема за керамічне панно «Земле, флюїди життя і розквіту світам Всесвіту посилай…»[4];
- Орден княгині Ольги 2-го ступеня (2013)[24], 3-го ступеня (2008)[25];
- Орден святої рівноапостольної княгині Ольги від ПЦУ (2023)[26];
- Медаль «За творчі здобутки» від Національної спілки художників України (2023)[26].

Також отримала подяку Полтавського міського голови з врученням нагрудного знаку.
Членкиня Національної спілки кінематографістів України, медаль «За творчі досягнення». Почесна членкиня Ротарі-клубу «Київ-Центр» (Україна). Почесна учасниця Всеукраїнської громадської організації «Ліга Культури».
2008 року Людмилу Мєшкову представляли на здобуття звання «Герой України», але звання не присвоїли. Творчий доробок за 2007—2012 роки подавався Міністерством культури України на Шевченківську премію 2013 року у номінації «Образотворче мистецтво», але переможців у цій номінації не присуджували. 2014 року на Шевченківську премію Міністерством культури України подавало її доробок за 2008—2013 роки.

## У фільмах
- Документальний фільм Жанни Бебешко «Під покровом Софії Київської. Людмила Мєшкова» (2014)[30][31];
- «Провісники Перемоги. Людмила Мєшкова» на YouTube (2024)[32].

## Виноски
1. 1 2  Енциклопедія сучасної України — Інститут енциклопедичних досліджень НАН України, 2001. — ISBN 966-02-2075-8
2. ↑  Результати пошуку за „su:{МЄШКОВА Л. І.}“. opac.library.pl.ua. Процитовано 14 лютого 2025.
3. 1 2 3 4 5 6 7 8 9  В. М. Ханко (2018). Мєшкова Людмила Іванівна. Процитовано 7 лютого 2025.
4. 1 2 3 4 5 6 7 8 9  Матусова, Юліана; Шминдрук, Лариса (4 липня 2008). Як на сповіді.  Виставка Людмили Мєшкової в «Українському домі». DT.ua. Процитовано 7 лютого 2025.
5. 1 2 3  Народный художник Украины Людмила МЕШКОВА: «В течение 10 минут Жан Поль Бельмондо снял мне боль своими большими горячими руками. Он был особенным в своей теплоте, Бельмондо — это полная расслабуха!». Бульвар Гордона (рос.). 3 червня 2008. Архів оригіналу за 18 червня 2018. Процитовано 18 червня 2018.
6. ↑  Софійська гончарня. Мєшкова Людмила Іванівна. www.mundm.kiev.ua. Архів оригіналу за 18 червня 2018. Процитовано 18 червня 2018.
7. 1 2 3 4 5 6 7 8 9 10 11 12  Ключковська, Галина (20 жовтня 2008). Кераміка і Космос Людмили Мєшкової. Интересный Киев (укр.). Архів оригіналу за 18 червня 2018. Процитовано 18 червня 2018.
8. 1 2 3 4 5 6 7  Ольга Мусафирова (20 лютого 2214). «Деточки, не надо бояться». Список «побед» российской армии не вырос. Народная художница Украины, 86-летняя Людмила Мешкова уцелела в поврежденной квартире в центре Киева. Новая газета Европа. Процитовано 2 лютого 2025.
9. ↑  Народный художник украины людмила мешкова: «в морге кремлевки я четыре часа приводила в порядок лицо ролана быкова» (рос.) . 16 березня 2001. Процитовано 15 лютого 2025.
10. ↑  В Киеве известную украинскую художницу выгнали из мастерской. 22 лютого 2016. Процитовано 7 лютого 2025.
11. ↑  Наталія Магдик (4 лютого 2025). Ракетний удар по Києву: видатна українська художниця залишилася без житла та потребує допомоги. Процитовано 14 лютого 2025.
12. ↑  Каріна Пасічник (3 лютого 2025). «Їй немає де жити». Українці збирають кошти на житло 86-річній художниці Людмилі Мєшковій, яка втратила квартиру на Банковій. Процитовано 14 лютого 2025.
13. 1 2  Виставка Почесного члена клубу Людмили Мешкової. 19 січня 2009. Процитовано 7 лютого 2025.
14. ↑  Храм Св. Андрія Первозванного. Процитовано 7 лютого 2025.
15. ↑  Коскін, Володимир (1 липня 2008). Людмила Мєшкова: «Мене живить почуття подяки Богові й хорошим людям». vox.com.ua (укр.). Архів оригіналу за 18 червня 2018. Процитовано 18 червня 2018.
16. 1 2  Славний ювілей нашої землячки. 25.06.2008. Процитовано 14 лютого 2025.
17. ↑  Шедеври прикрашають дійсність. 9 липня 2013. Процитовано 14 лютого 2025.
18. ↑  Оксана Денякова (27 червня 2008). Застывшая Вечность. Процитовано 7 лютого 2025.
19. 1 2  Мирослава Макаревич (18 жовтня 2002). Людмила Мешкова: «Часто думаю над тем, почему уехал Гоголь?!» (рос.) . Архів оригіналу за 18 червня 2018. Процитовано 7 лютого 2025.
20. 1 2 3  Очевидне - неймовірне. 1 липня 2000. Процитовано 7 лютого 2025.
21. ↑  Коскін, Володимир (1 липня 2008). Людмила Мєшкова: «Мене живить почуття подяки Богові й хорошим людям». vox.com.ua (укр.). Архів оригіналу за 18 червня 2018. Процитовано 18 червня 2018.
22. ↑  Звернення Постійного представника України при ЮНЕСКО О.В.Шамшура щодо збереження панно української майстрині Л.Мєшкової в штаб-квартирі Організації. 28 січня 2020. Процитовано 7 лютого 2025.
23. ↑  Візит Людмили Мєшкової в ЮНЕСКО. 28 червня 2022. Процитовано 7 лютого 2025.
24. ↑  Указ Президента України від 27.06.2013 року № 355/2013 «Про відзначення державними нагородами України з нагоди Дня Конституції України»
25. ↑  Указ Президента України від 18.06.2008 року № 572/2008 «Про нагородження Л. Мєшкової орденом княгині Ольги»
26. 1 2  Творчий вечір Людмили Мєшкової. 23 вересня 2023. Процитовано 14 лютого 2025.
27. ↑  Сьогодні святкує свій ювілей народна художниця України Людмила Мєшкова. ridna.ua. Рідна країна. 21 червня 2012. Архів оригіналу за 18 червня 2018. Процитовано 18 червня 2018.
28. ↑  Мистецькі твори (створені 2007-2012 роках). Процитовано 14 лютого 2025.
29. ↑  Мистецькі твори, створені у 2008-2013 роках. Процитовано 14 лютого 2025.
30. ↑  Лариса Брюховецька (2020). Творці національної культури в кіногалереї Жанни Бебешко (#3). Процитовано 14 лютого 2025.
31. ↑  Показ фільму Жанни Бебешко «Під покровом Софії Київської. Людмила Мешкова» (Україна, 2014). 15 листопада 2023. Процитовано 15 лютого 2025.
32. ↑  Провісники Перемоги: Людмила Мєшкова. 23 січня 2024. Процитовано 15 лютого 2025.
33. ↑  Катерина Мельник (21 серпня 2024). Частину керамічного панно Мешкової в Головпоштамті прибрали. Поки невідомо куди. Процитовано 14 лютого 2025.